# Sewernaja Semlja
Sewernaja Semlja (russisch Северная Земля, „Nordland“; früher Nikolaus-II-Land) ist eine große russische Inselgruppe im Nordpolarmeer, die zur Region Krasnojarsk gehört.

## Geographie

### Lage
Die teils stark vergletscherte arktische Inselgruppe, die Russland bzw. Sibirien und damit der nördlichen Festlandmasse von Asien vorgelagert ist, befindet sich etwas nördlich der Taimyrhalbinsel bzw. jenseits der Wilkizkistraße im Arktischen Ozean. 
Südöstlich der Inselgruppe liegen die Neusibirischen Inseln, westlich die Inselgruppe Franz-Josef-Land und südwestlich die große Doppelinsel Nowaja Semlja.
Sewernaja Semlja erstreckt sich von 78 bis 81° nördlicher Breite und von 90 bis 106° östlicher Länge. Der Archipel besteht im Wesentlichen aus vier großen Inseln sowie zahlreichen kleineren Inseln und Eilanden. Von Norden nach Süden gesehen heißen die drei größten Inseln Komsomolez, Oktoberrevolution und Bolschewik.
Der 965 m hohe Berg Karpinsky auf der Insel Oktoberrevolution ist der höchste Gipfel des Archipels. Die vergletscherte Fläche der Inselgruppe beträgt 18.326 km², das Volumen der Gletscher 4700 km³.
Zusammen mit der rund 1.000 km weiter südwestlich liegenden Doppelinsel Nowaja Semlja schließt die Inselgruppe die Karasee ein – jenen Teil des Nordpolarmeers, in das sich neben einigen anderen Fließgewässern die großen Ströme Ob und Jenissei ergießen. Daraus erklärt sich das trotz der meist großen Kälte relativ niederschlagsreiche Klima. Im Osten der Inselgruppe liegt die Laptewsee, in die der bedeutende ostsibirische Strom Lena die Sedimentablagerungen seines großen Deltas immer weiter vorschiebt.

### Inselwelt
Die Inseln von Sewernaja Semlja nach der Größe sortiert:
- Oktoberrevolution-Insel (14.204 km²)
- Bolschewik-Insel (11.312 km²)
- Komsomolez-Insel (8.812 km²)
- Pionier-Insel (1.527 km²)
- Schmidt-Insel (467 km²)
- Kleine Taimyr-Insel (232 km²)
- Starokadomski-Insel (110 km²)
- Krupskoi (100 km²)

Hinzu kommen weit über 25 kleinere Inseln.

## Geschichte

### Entdeckung und Erforschung
Sewernaja Semlja gilt als die letzte große territoriale Entdeckung. Einige der Inseln wurden im September 1913 von der Hydrographischen Expedition des Nördlichen Eismeers mit den Eisbrechern Taimyr und Waigatsch unter Leitung von Boris Wilkizki entdeckt, als er beim Versuch, die Nordostpassage von Osten nach Westen zu durchfahren, am Kap Tscheljuskin wegen einer Eisbarriere nach Norden ausweichen musste. Vom 15. bis 18. Mai 1928 überflog Umberto Nobile mit dem Luftschiff Italia von Spitzbergen kommend Franz-Josef-Land und näherte sich der Westküste Sewernaja Semljas. Von 1930 bis 1932 wurden die Inseln von Georgi Alexejewitsch Uschakow und Nikolai Nikolajewitsch Urwanzew von ihrem Basislager auf der Domaschni-Insel aus auf mehreren ausgedehnten Schlittenreisen vermessen und erforscht.
Im Juli 1931 startete das Luftschiff LZ 127 Graf Zeppelin zu einer Forschungsfahrt in die Arktis. In wenigen Tagen bewerkstelligte die Expedition eine nahezu vollständige Vermessung der Landmasse zwischen dem 40. und 110. Längengrad Ost, von Franz-Joseph-Land bis nach Sewernaja Semlja. Dabei wurde ein halbes Dutzend Inseln entdeckt, andere von der Karte gestrichen und einer der letzten weißen Flecken der Weltkarte ausgefüllt. Der Zeppelin benötigte dafür nur wenige Tage. Eine See- und Landexpedition hätte für ein vergleichbares Arbeitspensum mehrere Jahre gebraucht.
Heute befindet sich lediglich eine kleine meteorologische Station auf der Golomjanny-Insel im Westen des Archipels (in der Gruppe der Sedow-Inseln).

### Namen
Der Archipel als Ganzes wurde zunächst nach Zar Nikolaus II. Nikolaus-II-Land (russisch Земля Николая II) genannt, die einzelnen Inseln (soweit damals überhaupt identifiziert) nach weiblichen Heiligen der Orthodoxen Kirche bezeichnet. Die Inselgruppe und die Einzelinseln erhielten 1926 vom Exekutivkomitee der KPdSU ihre heutigen Namen.
Eine Initiative zur offiziellen Wiedereinführung der alten Namen für den Archipel und die einzelnen Inseln scheiterte 2007 an der Ablehnung durch das Regionalparlament der Region Krasnojarsk.

## Trivia

### Musical
Im Herbst 2002 fand in Moskau die Premiere des Musicals Nord-Ost statt, das auf einem Abenteuerroman Weniamin Alexandrowitsch Kawerins († 1989) beruht. Ein Liebespaar forscht den alten Briefen der „zwei Kapitäne“ nach, die aus der Zeit von 1912 bis 1944 stammen und auch von der Entdeckung berichten.

### Filmwelt
Sewernaja Semlja war zudem der Name der fiktionalen russischen Satellitenüberwachungsstation in dem James-Bond-Film GoldenEye. Diese befand sich allerdings – wie aus den gegen Ende gezeigten Karten ersichtlich – irgendwo in Mittelsibirien.
Auch in den Filmen The Tomorrow War und Pacific Rim: Uprising stellt Sewernaja Semlja einen Handlungsort dar.